# Linaria mathezii
Linaria mathezii är en grobladsväxtart som först beskrevs av Viano, och fick sitt nu gällande namn av Ibn Tattou. Linaria mathezii ingår i släktet sporrar, och familjen grobladsväxter. Inga underarter finns listade i Catalogue of Life.